# Pabatu VI
Pabatu VI is een bestuurslaag in het regentschap Serdang Bedagai van de provincie Noord-Sumatra, Indonesië. Pabatu VI telt 331 inwoners (volkstelling 2010).